# Khiratadi
Khiratadi (nepalski: खिरातडी) – gaun wikas samiti w zachodniej części Nepalu w strefie Seti w dystrykcie Bajhang. Według nepalskiego spisu powszechnego z 2011 roku liczył on 1412 gospodarstw domowych i 8057 mieszkańców (4296 kobiet i 3761 mężczyzn).